# 大道村 (熊本県天草郡)
大道村（おおどうむら）は熊本県の天草諸島、上島に存在していた村。

## 歴史
- 1889年（明治22年）4月1日 - 町村制の施行に伴い、大道村が単独で自治体を形成。
- 1954年（昭和29年）7月1日 - 大道村が樋島村・高戸村と合併して龍ヶ岳村が発足。同日大道村廃止。